# Arthur Douglas Carey
Arthur Douglas Carey (c. 1844-1936)  fue un funcionario británico en la India, ahora recordado como viajero en Asia Central, y en particular por la exploración en lo que hoy es Xinjiang realizada en 1885-1887 y que le valió la concesión en 1889 de la Medalla del Fundador de la Real Sociedad Geográfica.

## Primeros años
Carey estudió en la City of London School y se habilitó para el Servicio Civil Indio en 1864. Se fue a Bombay en 1865. Fue recaudador de ingresos de la sal (Collector of Salt Revenue) en 1881 y, el mismo año, comisionado interino de aduanas de la India (Commissioner of Indian Customs).

## Expedición de 1885-1887

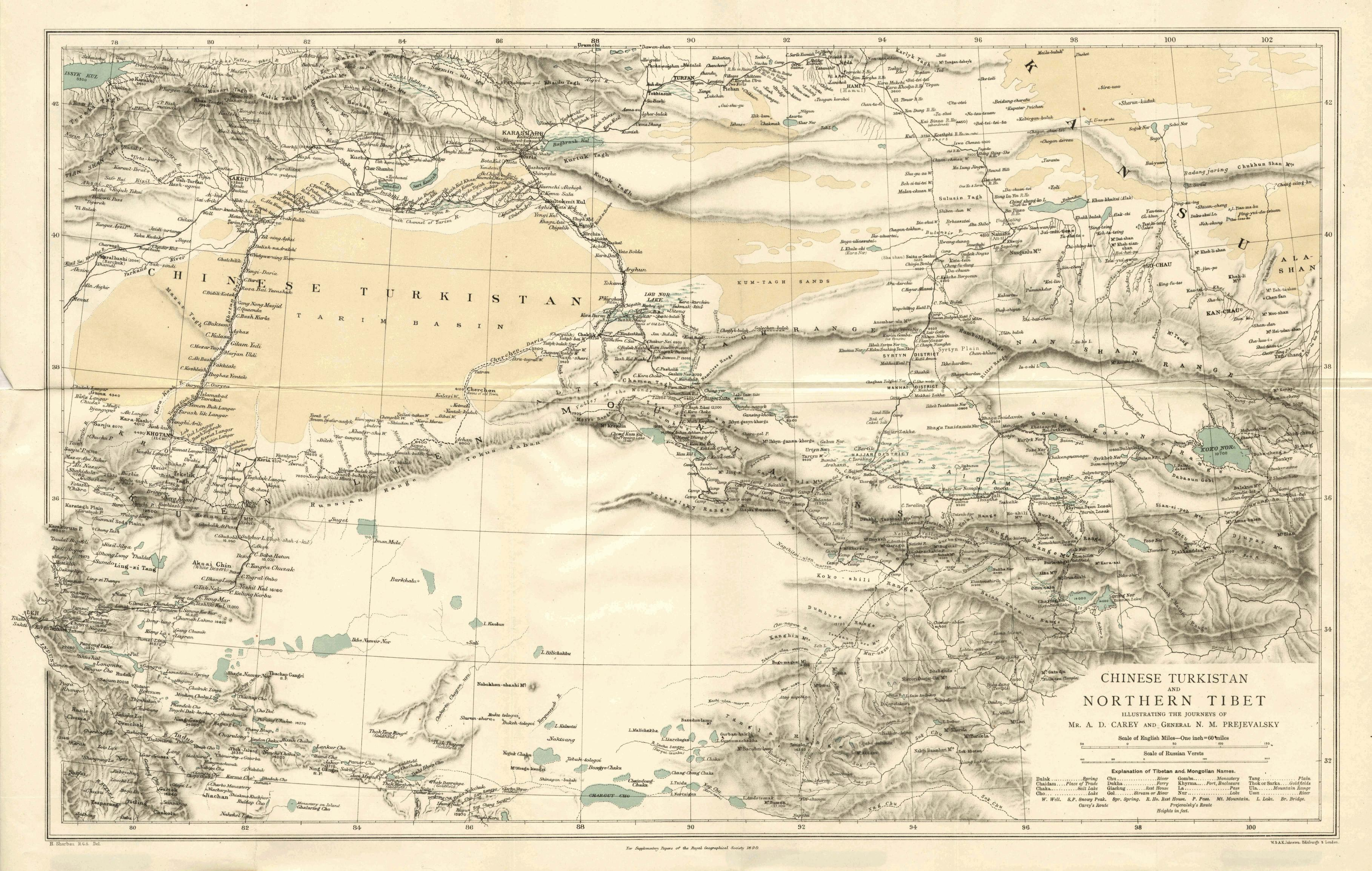
Viajes de A. D. Carey y Nikolay Przhevalsky en la década de 1880 en lo que hoy es el sur de Xinjiang

En su autofinanciado viaje por Asia Central, durante su permiso de trabajo en el Servicio Civil de la India, Carey partió de Simla. Andrew Dalgleish lo acompañó desde Leh como intérprete. Su grupo salió de Leh y cruzó el valle del río Chang Chenmo hacia la región de Aksai Chin.
Durante parte del trayecto, Carey y Dalgleish estuvieron acompañados por  H. E. M. James. En palabras de Carey:

Hice un trato para conseguir ponies de carga con los tártaros de las aldeas fronterizas del lago Pangong y partí de Tanksé el 12 de agosto con una caravana de treinta y un hombres y cuarenta y nueve ponies.
I struck a bargain for baggage-ponies with the Tartars of the frontier villages on the Pangong Lake, and left Tanksé on the 12th of August with a caravan of thirty-one men and forty-nine ponies.

Viajaron hacia el este desde el valle de Nubra, pasando por el emblemático lago Mungtsa (con diversas grafías) y llegaron a Tashlik-kul, en el borde de Aksai Chin, el día 17. Utilizaron un paso alto, que se elevaba a más de 5300 m. Se dirigieron al norte hacia la ciudad de Keriya y luego a Hotan (Khotan).
En la época atribuido a Carl Ritter, el grupo había cruzado las montañas Kunlun. Esta primera etapa del viaje fue de unos 940 km. La ruta no era del todo conocida, pero había sido documentada en 1873 por Kishen Singh, en asociación con la misión de Douglas Forsyth a Kashgar. Singh fue de norte a sur, en lugar de sur a norte, como lo hizo el grupo de Carey, y Ney Elias más tarde.
Carey y Dalgleish fueron los primeros europeos en seguir el río Hotan desde Hotan río abajo hasta la cuenca del Tarim y el río Yarkand. En la confluencia, recorrieron el río Tarim hasta la llanura oriental de Kashgar. Visitaron Karasahr y se establecieron en cuarteles de invierno en Kurla, al sur. Luego se dirigió al sur hacia la región del lago salado de Lop Nur.
Cruzando el Altyn-Tagh, el grupo llegó a la meseta tibetana y visitó la cuenca de Qaidam, ahora en Qinghai. Luego, girando hacia el norte, cruzaron la llamada cordillera Humboldt de las montañas Kunlun y regresaron a través de Hami, Urumchi y Yarkand. La expedición terminó en Ladakh, al que llegaron por una ruta más septentrional que en el viaje de ida, y el paso de Karakórum.
Por su liderazgo de esta expedición, Carey recibió la Medalla del Fundador de la Real Sociedad Geográfica en 1889.

## Vida posterior
Carey fue Comisionado de Aduanas, Sal, Opio y Abkari (Commissioner of Customs, Salt, Opium and Abkari) en 1891. Entre 1891 y 1892 estuvo en Lisboa, participando en las negociaciones del Tratado de Goa, en el momento del Tratado anglo-portugués de 1891. Se retiró del Servicio Civil de la India en 1893 y se fue a vivir a Suiza. Murió el 11 de junio de 1936, a los 91 años.